# 南门站 (朝鲜)
南門站（韓語：남문역）是朝鮮民主主義人民共和國慈江道江界市南門洞的一個鐵路車站，属于江界线。

## 邻近车站
江界线
新江界站 - 南門站 - 东部站